# Recaro Aircraft Seating

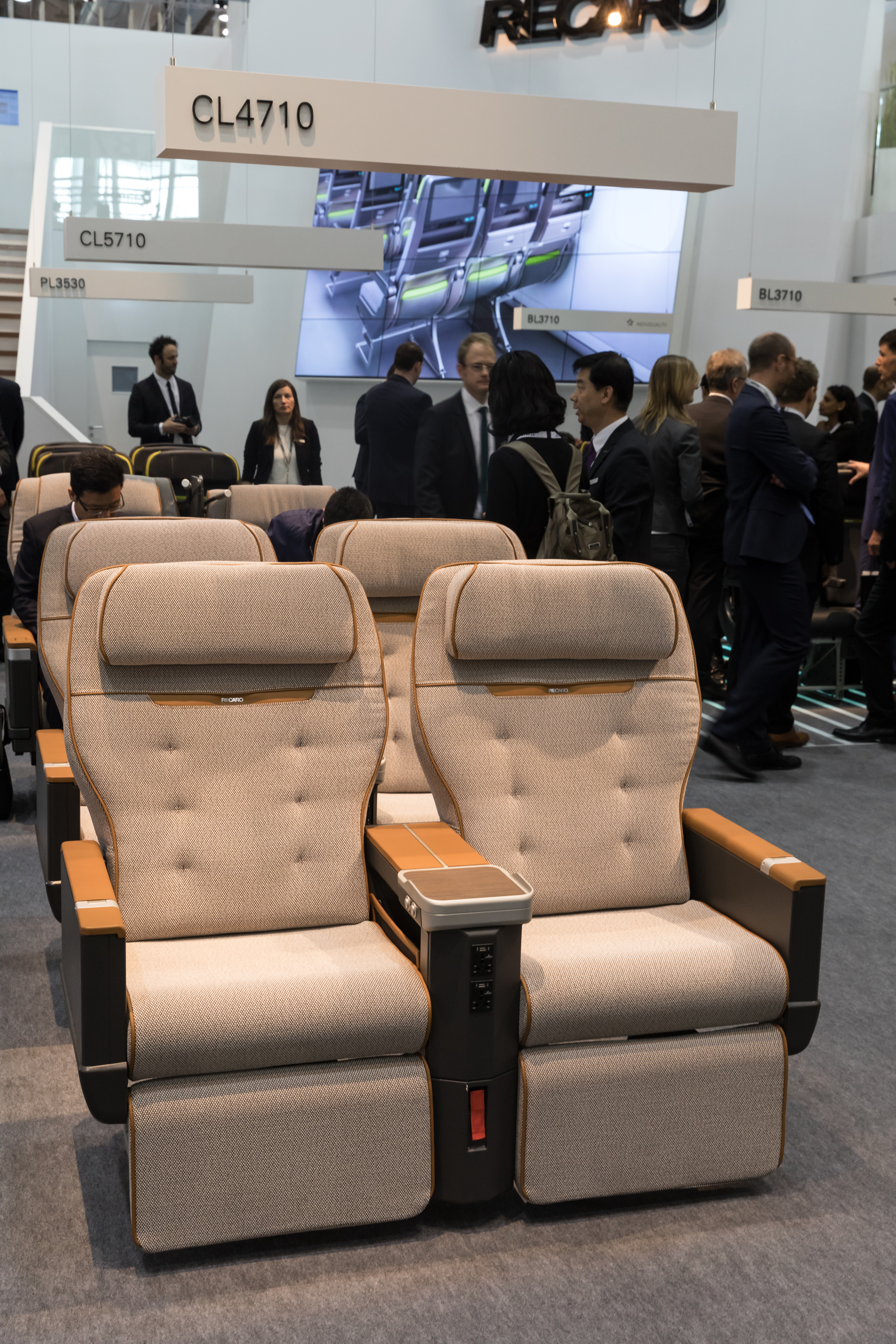
Kurz-/Mittelstrecken-Business Class-Sitz CL4710

Die RECARO Aircraft Seating GmbH & Co. KG mit Sitz in Schwäbisch Hall ist ein weltweit tätiger Hersteller von Premium-Flugzeugsitzen und Teil der RECARO Group, zu der auch die RECARO Holding und eGaming gehören.
Mehr als 1000 von rund 2300 Mitarbeitern weltweit sind am Stammsitz in Schwäbisch Hall beschäftigt. Das Unternehmen hat weitere Standorte in den USA, China, Polen und Südafrika und ist zudem weltweit mit Kundencentern vertreten.
Mit einem erwirtschafteten Umsatz von rund 487 Millionen Euro (im Jahr 2017), zählt RECARO Aircraft Seating zu den drei größten Flugzeugsitzherstellern weltweit.

## Geschichte
1906 erkannte der damals 32-jährige Sattelmeister Wilhelm Reutter die Chance in der rasch wachsenden Automobilindustrie und wagte mit der Gründung seiner „Stuttgarter Carosserie- u. Radfabrik“ den Schritt in die Selbstständigkeit.
1920/1930 produzierte die Firma für alle namhaften Autohersteller. Auch Vorläufer und Prototypen des Volkswagen (Käfer) wurden im Auftrag des Konstruktionsbüros Porsche von Reutter gefertigt.
Im Jahr 1963 wurde das Karosseriewerk Reutter an Porsche verkauft und so begann ein neues Kapitel der Firmengeschichte, die Spezialisierung auf die Kernkompetenz Autositz: Aus REutter und CAROsserie entstand der Sitzspezialist RECARO.
1967 investierte RECARO in den neuen Standort, Schwäbisch Hall.
1971 startete das Unternehmen durch und produzierte zunächst in Lizenz des amerikanischen Herstellers Hardman Aerospace die ersten Flugzeugsitze unter dem Namen „RECARO Aircomfort“. Kurz darauf entwickelte das Designteam eigene Modelle und das Unternehmen konnte 1974 dazu einen ersten internationalen Großauftrag von Korean Airlines verbuchen.
Aus den getrennt geführten Firmen Keiper und RECARO entstand 1983 durch Fusion die Keiper RECARO GmbH. Die Flugzeugsitz-Produktion wurde komplett nach Schwäbisch Hall verlagert und unter der Bezeichnung „Keiper RECARO Aircraft‚ Seating Division“ und dem Markennamen „RECARO Aircomfort“ ausgebaut.
Zum 1. Januar 1997 entstand aus der Keiper RECARO GmbH die Keiper RECARO Gruppe mit vier unabhängigen Unternehmen. Dazu gehören die RECARO GMBH & Co. KG im Automobilbereich und die RECARO Aircraft Seating GmbH & CO. KG als Flugzeugsitzlieferant.
2011 wurde die Automobilsparte an Johnson Controls verkauft und somit ist heute RECARO Automotive Seating Teil des US-amerikanischen Zulieferers Adient.
2012 kehrte die RECARO Holding von Kaiserslautern an den Gründungsstandort Stuttgart zurück.
Bei einem durchschnittlichen Marktwachstum von 5 %, wächst RECARO Aircraft Seating mit ca. 10 % schneller als der Markt.

## Standorte
(Quelle: RECARO)
| Deutschland (Schwäbisch Hall)                                   |  | Ca. 1000 Mitarbeiter |
| Südafrika (Somerset West – hier unter dem Namen AAT Composites) |  | Ca. 530 Mitarbeiter  |
| USA (Fort Worth)                                                |  | Ca. 450 Mitarbeiter  |
| Polen (Świebodzin)                                              |  | Ca. 200 Mitarbeiter  |
| China (Qingdao)                                                 |  | Ca. 160 Mitarbeiter  |

## Produkt
Das Produktportfolio umfasst Sitze in unterschiedlichen Konfigurationen für die Economy und Business Class, für Kurz,- Mittel,- und Langstrecken, sowie den RECARO Customer Service.
| CL4400      | für Kurz- und Mittelstreckenflüge |
| R5 (CL4710) | für Kurz- und Mittelstreckenflüge |
| CL5710      | für Kurz- und Mittelstreckenflüge |
| CL6710      | für Langstreckenflüge             |
| R7 (CL6720) | für Langstreckenflüge             |

| Premium-Line | PL3530      | für Langstreckenflüge |
| Premium-Line | R4 (PL3810) | für Langstreckenflüge |

| Slim-Line    | SL3510      | für Kurzstreckenflüge             |
| Slim-Line    | R1 (SL3710) | für Kurzstreckenflüge             |
| BL           | BL3510      | für Kurz- und Mittelstreckenflüge |
| BL           | BL3520      | für Kurz- und Mittelstreckenflüge |
| BL           | BL3530      | für Kurz- und Mittelstreckenflüge |
| BL           | R2 (BL3710) | für Kurz- und Mittelstreckenflüge |
| Comfort-Line | CL3710      | für Langstreckenflüge             |
| Comfort-Line | R3 (CL3810) | für Langstreckenflüge             |

Customer Service:
Technischer Support
Modifikationen & Ersatzsitze
Unterstützung bei der Ersatzteilversorgung

## Auszeichnungen
Produktauszeichnungen
- Crystal Cabin Award (2017)[31]
- German Design Award Gold (2016)[32]
- Focus Open – Gold – International Design Award Baden–Württemberg (2015)[33]
- iF Design Award (2015)[34]
- German Design Award (2013)[35]
- Red Dot Design Award (2012)[36]
- Lilienthal-Preis (2012)[37]
- Preisträgern im Wettbewerb „365 Orte im Land der Ideen“- Preis in der Kategorie „Wirtschaft“ (2011)[38]
- Crystal Cabin Award (2011)[39]
- Focus Open – Internationaler Designpreis Baden-Württemberg (2011)[40]
- Focus Open (2010)[41]

Unternehmensauszeichnungen
- Top EMPLOYER – Mittelstand Deutschland (2018)[43]
- Top EMPLOYER – Mittelstand Deutschland (2017)[44]
- Dualis Ausbildungs-Gütesiegel und Zertifikat der Industrie- und Handelskammer (IHK) Heilbronn-Franken seit (2016)[45]
- Boeing Performance Excellence Award (2016)[46]
- Airbus Supplier Award (2016)[47]
- Manufacturing Award (2016)[48]
- Beste Fabrik des Wettbewerbs „Industrial Excellence Awards“ (2015)[49]
- „Best Performer Award“ Cabin Squip, Airbus (2015)[50]
- Airbus Supplier Support Rating Award (2015)
- Airbus Innovation Award, (2015)[51]
- HIDDEN CHAMPION Kategorie Nachhaltigkeit (2013)[52]
- Manufacturing Excellence (MX) Award in der Kategorie „Kundenorientierung“ (2012)[53]
- Axia-Award „Fit für Morgen – Effiziente und flexible Unternehmenssteuerung“ (2011)[54]

## Engagement
- Unterzeichnung der „Charta der Vielfalt“[55]

Beispiele internationale Spenden:
Blutspenden im Jahr 2018 an das amerikanische Rote Kreuz.
Zudem nehmen die Mitarbeiter an der Alliance Texas Corporate Challenge teil, um gleichzeitig an folgende Vereine und Einrichtungen zu spenden:
Community Store House – im Dunkeln geführtes Ereignis, Community Storehouse – Run In The Dark, Northwest ISD Education Foundation, Keller ISD Education Foundation, Speedway Children’s Charities, Cook Children’s Health Foundation, Roanoke Food Pantry, Jordan Elizabeth Harris Foundation, Trophy Club/Roanoke Youth Basketball, Football, Soccer, Baseball Vereine.
Die Mission der Challenge ist, die Beziehung unter den Unternehmen der Alliance Texas Area zu fördern und die Gesundheit und des Wohlbefinden der Mitarbeiter durch verschiedene Sport- und Freizeitaktivitäten zu verbessern.
Beispiele überregionale Spenden:
- UNICEF
- Teilnahme Roth Challenge[57]

Beispiele regionalen Spenden:
Krebsverein, Kinderhospiz in Schwäbisch Hall, Rettungsleitstelle DRK-Kreisverband Schwäbisch Hall, Hauptsponsor des Dreikönigslauf in Schwäbisch Hall, Freundeskreis Asyl Schwäbisch Hall, Deutschkurse für Asylbewerber, Heimbacher Hof, SHA Unicorns,  Unterstützung der Opfer der Flutkatastrophe in Braunsbach.
Um die Integration von Flüchtlingen zu fördern, hatte das Unternehmen im Rahmen der Initiative „Recaro verbindet“ 2015 zudem Deutschkurse für Asylbewerber finanziert. Des Weiteren ist Recaro Aircraft Seating einer der Hauptsponsoren des Dreikönigslauf in Schwäbisch Hall.
Unterstützt wurden auch die Opfer der Flutkatastrophe in Braunsbach, der zerstörten Stadt in der Region Hohenlohe. Mit einer Recaro Sofortspende und einer Mitarbeiter-Initiative spendete das Unternehmen an die betroffenen Mitarbeiter von Recaro und unterstützte bei den Aufräumarbeiten.